# Reteporella tuberosa
Reteporella tuberosa is een mosdiertjessoort uit de familie van de Phidoloporidae. De wetenschappelijke naam van de soort is voor het eerst geldig gepubliceerd in 2000 door Hayward.